# Orimarga (Orimarga) biclavata
Orimarga (Orimarga) biclavata is een tweevleugelige uit de familie steltmuggen (Limoniidae). De soort komt voor in het Afrotropisch gebied.